# Centrochria rhodomadia
Centrochria rhodomadia là một loài bướm đêm trong họ Geometridae.